# Mid Derbyshire
La circonscription de Mid Derbyshire  est une circonscription située dans le Derbyshire, et représentée à la Chambre des communes du Parlement britannique depuis 2010 par Pauline Latham du Parti conservateur.